# Pegia nitida
Pegia nitida là một loài thực vật có hoa trong họ Đào lộn hột. Loài này được Colebr. mô tả khoa học đầu tiên năm 1827.